# الأمير فيليكس من بوربون-بارما
فيليكس من بوربون-بارما (بالفرنسية: Félix de Bourbon-Parme) (28 سبتمبر 1893 - 8 أبريل 1970)، هو أمير بوربون-بارما بحيث أنه أبن روبرت الأول دوق بارما وانفانتا ماريا أنطونيا دي براغانزا أبنة الصغرى لـ ميغيل الأول ملك البرتغال، وأيضا أصبح الدوق لوكسمبورغ الأكبر قرين بعد زواجه من أبنة خالته تشارلوتا، ووالد أبنائها الستة بما في ذلك جان، وأيضا هو شقيق الأصغر لـ زيتا آخر إمبراطورة النمسا والمجر، وأيضا جد الدوق الحالي هنري.

## روابط خارجية
- الأمير فيليكس من بوربون-بارما على موقع مونزينجر (الألمانية)